# Список серий аниме Nekopara
Nekopara (яп. ネコぱら Нэкопара, сокр. от Neko Paradise — «Кошачий рай») — аниме-сериал, основанный на серии визуальных новелл японской студии NEKO WORKs, изданных Sekai Project. Действие происходит в мире, где люди живут вместе с очаровательными нэко. Сериал, как и игры, рассказывает о Касё Минадзуки и его младшей сестре Сигурэ, у которых семь нэко: Чокола, Ванилла, Коконат, Адзуки, Мейпл, Коконат и Какао. Основное внимание сосредоточено вокруг рабочей повседневности в кондитерской Касё и домашней жизни в семейном доме Минадзуки.
Адаптация аниме в формате OVA для всех возрастов была выпущена в декабре 2017 года в сервисе Steam, где попала в топ продаж месяца.
Премьера аниме-сериала от студии Felix Film состоялась 9 марта 2020 года. Сериал закончился 26 марта того же года. В англоязычных регионах аниме лицензировано компанией Funimation, которая была переименована в Crunchyroll после того, как материнская компания Sony Pictures Television приобрела стриминговый сервис с таким же названием у AT&T в 2021 году.

## Список серий

### OVA
В июле 2016 года на фестивале Anime Expo 2016 Sekai Project объявили о запуске кампании на Kickstarter для сбора средств на создание аниме-адаптации Nekopara в формате OVA. Nekopara OVA в плане сюжета основана на Nekopara Vol.1 с оригинальными сценами. Кампания началась в 29 декабря 2016 года, в ходе неё планировалось собрать $100 000 и выпустить 20-минутный эпизод, а за каждые $100 000 сверх собранной суммы увеличивать эпизод на 10 минут, максимум составляет $500 000 и полный метр. Все пожертвовавшие получат бонусы. Однако позже были поставлены следующие «планки»:
- $600 000: помимо английских, в OVA добавят русские, французские, испанские, корейские, немецкие и португальские субтитры;
- $800 000: в Steam выйдет небольшая визуальная новелла, рассказывающая о времени, когда Чокола, Ванилла и Коконат были котятами;
- $1 000 000: на эту визуальную новеллу выйдет собственная аниме-адаптация.

20 января 2017 года NEKO Works выпустили первое промо. Проект по сбору средств завершился 11 февраля 2017 года. Сумма собранных денег составила $963 376, а с добавлением компании Slacker Backer получается в общей сложности 10 502 спонсора и $1 049 552. Также в Nekopara OVA появились новые оригинальные персонажи. Все оригинальные персонажи созданы специально по заказу тех, чей уровень пожертвования составил $9 000 и $10 000. Предполагалось, что NEKOPARA OVA будет выпущена 26 декабря 2017 года, но из-за ошибки Tokyo Otaku Mode, занимающейся обработкой вознаграждений Kickstarter, некоторые уже получили свои награды за пожертвования. В связи с этим запуск цифрового релиза NEKOPARA OVA в Steam состоялся 22 декабря 2017 года. Вторая OVA, NEKOPARA OVA Extra: The Kitten’s First Promise, вышла в Steam вместе с одноимённой визуальной новеллой 27 июля 2018 года.
Музыкальные темы «Nekopara OVA»
Начальная тема«Baby→Lady LOVE».
Исполнитель: Ray.
Завершающая тема«▲MEW▲△MEW△CAKE».
Исполнитель: KOTOKO.
Музыкальная тема «Nekopara OVA Extra»
Завершающая тема«Symphony».
Исполнитель: Luce Twinkle Wink☆.

#### Список серий аниме
| OVA 1 | Nekopara OVA «Нэкопара OVA» (ネコぱらOVA)                                                | 22 декабря 2017 года |
| Касё Минадуки переезжает из родительского дома, готовясь к открытию собственной кондитерской «La Soleil». При распаковке своих вещей он обнаруживает, что две нэко из его семьи, Чокола и Ванилла, спрятались в картонных коробках, чтобы остаться с ним. Поначалу желая, чтобы Чокола и Ванилла вернулись домой, Касё связывается со своей младшей сестрой Сигурэ, которая говорит, что заберёт девочек, если они действительно этого захотят. Когда Чокола и Ванилла помогают исправить ситуацию с ошибкой в счёт-фактуре, связанную с излишним заказом чайных сервизов, Касё в конце концов передумывает, позволяя девочкам остаться, если они помогут ему работать в кондитерской. Когда Касё официально открывает «La Soleil», Сигурэ приходит посмотреть на кондитерскую, плохо маскируясь под первого покупателя. Остальные нэко семьи Минадзуки — Коконат, Адзуки, Мейпл и Синнамон — также пришли вместе с Сигурэ и вовсю наслаждаются выпечкой. Сестра сообщает Касё, что Чокола и Ванилла должны сдать экзамен и получить кошачий колокольчик в качестве «разрешения на независимые действия», чтобы избежать задержания полицией, а также получить право работать и вписаться в общество. Сигурэ готовит ускоренный курс с помощью остальных нэко и Касё, благодаря чему Чоколе с Ваниллой удаётся сдать экзамен и заработать свои колокольчики. За это Касё награждает их поездкой на выходные в парк развлечений. После того, как Касё забрызгало водой в дельфинарии, он заболевает и оказывается прикованным к постели с температурой. Обеспокоенные Чокола и Ванилла, чтобы помочь хозяину, спешат в клинику на ночь глядя, но забывают надеть свои колокольчики, и их останавливают две женщины-полицейские, принявшие девочек за бездомных нэко. Однако внезапно появляется Касё с колокольчиками и забирает девочек домой. После этого Сигурэ вместе с Коконат, Адзуки, Мейпл и Синнамон предлагают помочь Касё, Чоколе и Ванилле вести семейный бизнес и вместе работать в «La Soleil». |                                                                                          |                      |
| OVA 2 | Nekopara OVA Extra «Нэкопара OVA конэко но хи но якусоку» (ネコぱらOVA 仔ネコの日の約束) | 27 июля 2018 года    |
| Действие фильма происходит за шесть месяцев до открытия «La Soleil». Чокола и Ванилла только появились в семьи Минадзуки. В новом доме они знакомятся с обстановкой и другими нэко, а также проходят медосмотр. Во время завтрака Чокола и Ванилла, в отличие от других нэко, не пользуются столовыми приборами, т. к. не привыкли. Сигурэ говорит им не нервничать по этому поводу. Поздно ночью Касё заканчивает с выпечкой и, возвращаясь к себе в комнату, обнаруживает плачущих и дрожащих Чоколу и Ваниллу. Не до конца обжившиеся девочки боятся, что их снова бросят. Касё обнимает и успокаивает их, заверяя, что они являются частью его семьи. Девочки просят у Касё разрешения называть его «хозяином». На следующий день котята смущаются, когда обнаруживается, что они обмочились в постели от волнения. Возникшая ситуация сводится к шутке с участием остальных нэко. Два месяца спустя, в Рождество, нэко получают различные подарки. После замечательного праздничного ужина, приготовленного Касё, домочадцы выходят на улицу посмотреть на падающий снег. Чокола и Ванилла просят Касё каждый год устраивать вечеринку на Рождество с семьёй. |                                                                                          |                      |

### Аниме-сериал
На Comiket 95 было объявлено, что новая адаптация по мотивам Nekopara в виде аниме-сериала находится в разработке: режиссёром аниме выступит Ясутака Ямамото, дизайнером персонажей — Юити Хирано, композитором — Акиюки Татэяма, за компоновку серий отвечает Го Дзаппа.
Первую серию сериала впервые показали 6 июля 2019 года на Anime Expo 2019 в Лос-Анджелесе. Премьера сериала на телевидении состоялась 9 января 2020 года на Tokyo MX. Funimation лицензировала сериал для распространения в Северной Америке, на Британских островах и в Австралазии через FunimationNow, Wakanim и AnimeLab с английским дубляжом. 12-серийное аниме выходило с 9 января по 6 марта 2020 года. Сериал также выпускается в 3-х томах BD: 1-й том вышел 27 марта 2020 года, 2-й том — 29 мая 2020 года, 3-й том — 31 июля 2020 года.
Музыкальные темы
Начальная тема«Shiny Happy Days».
Исполнитель: Юки Яги, Иори Саэки, Марин Мидзутани, Сиори Идзава, Юри Ногути, Мику Ито.
Завершающая тема«Hidamari no Kaori» (яп. 陽だまりの香り Хидамари но каори).
Исполнитель: Юки Яги, Иори Саэки.
Insert song«Honto no Kokoro» (яп. ホントノココロ Хонто но кокоро)
Исполнитель: Мику Ито (9 серия).
Insert Song«Kimi to Witches☆彡» (яп. 君とWitches☆彡 Кими то уитис)
Исполнитель: Мику Ито (9 серия), Юри Ногути (12 серия).

#### Список серий аниме
| 1 | Добро пожаловать в «La Soleil»! «Ё:косо, Ра Сорэйю э!» (ようこそ、ラ・ソレイユ！)             | 9 января 2020 года   |
| Чокола и Ванилла просыпаются и готовятся к новому рабочему дню в «La Soleil» вместе с их хозяином. Тем временем Сигурэ и остальные нэко также встречают новый день в Резиденции Минадзуки. Адзуки и Коконат, как всегда что-то не поделив, конфликтуют друг с другом, в то время как Мейпл и Синнамон, вечно витающая в своих пошлых фантазиях, собираются на работу в кондитерскую. Немного опоздав, они сменяют Чоколу и Ваниллу. День проходит как обычно. После работы Синнамон и Мейпл собираются уходить домой и говорят Касё, что оставили в холодильнике немного татаки из тунца на ужин для него, Чоколы и Ваниллы. Чокола решает купить пондзу для тунца, но по пути в магазин встречает маленькую нэко без колокольчика, которая прячется от неё, стоит ей только подойти. Чокола решает оставить ей что-нибудь поесть, но кроме конфет у неё ничего не было. Когда Чокола возвращается в «La Soleil», она видит, что малышка проследовала за ней до самого дома. |                                                                                               |                      |
| 2 | Потерявшийся котёнок? «Майго но конэко-тян?» (迷子の仔ネコちゃん？)                           | 16 января 2020 года  |
| Чокола решает пустить котёнка в дом и всячески пытается скрыть её присутствие от Касё и Ваниллы. Кошечки вместе с хозяином садятся ужинать. После ужина, когда Чокола пытается накормить маленькую нэко, Ванилла замечает её. Чокола объясняет ситуацию сестре и опасается, что Касё не позволит им оставить котёнка, ведь ему уже хватает забот со своими нэко. Но вспомнив о том, что их с Ваниллой когда-то тоже бросили хозяева, они решают помочь маленькой нэко. Однако, что-нибудь выведать у неё по поводу дома и хозяина не удаётся. Узнавший о котёнке Касё не разрешает оставить его в кондитерской — он просит Сигурэ присмотреть за малышкой и поискать на форуме любителей нэко информацию о возможной пропаже и возможном хозяине. |                                                                                               |                      |
| 3 | Беспокойный ребёнок «Ки ни нару ано ко» (気になるあの子)                                      | 23 января 2020 года  |
| Чокола, волнуясь о котёнке, весь день не может ни на чём сосредоточиться. Тем временем в Резиденции Минадзуки Сигурэ пытается найти хозяина, однако ей это не удаётся. Она и остальные нэко пытаются адаптировать малышку к новому дому. Но неуловимая и непостоянная кошечка никак не может привыкнуть и сбегает из дома. Узнав об этом, Чокола отпрашивается с работы и бежит её искать вместе с остальными. Она находит её на том же месте, где впервые встретила. Привязавшаяся к Чоколе маленькая нэко говорит ей, что хочет остаться с ней. Касё позволяет им с Ваниллой оставить котёнка, при условии, что те будут о ней заботиться. |                                                                                               |                      |
| 4 | Всё бывает впервые «Хадзимэтэ но…!» (はじめての)                                              | 30 января 2020 года  |
| Наутро Чокола и Ванилла просят маленькую нэко посидеть в комнате, пока они работают, и включают ей телевизор. Но спустя какое-то время малышке становится скучно, и она пробирается сначала на кухню (где в это время Касё готовил шоколадный торт), затем — в зал к посетителям. Это замечает Чокола, и уговаривает её вернуться обратно. На кухне игривая кошечка находит коробку и прячется в ней, но Касё случайно пугает её, обронив миску. В качестве извинения он даёт ей кусок своего торта, и та моментально его съедает. На следующий день троица идёт к Сигурэ на ежемесячное обследование, и когда наступает очередь котёнка, возникает вопрос: как же её назвать? И тут Ванилла вспоминает про торт, который так понравился малышке, и Сигурэ решает дать ей имя Какао. На тестировании по проверке зрения Какао, после нескольких попыток, даёт правильный ответ на вопрос, на который остальные нэко ответить не смогли. После успешного завершения осмотра Чокола предлагает сводить кошечку к морю, и все вместе они отправляются на пляж, где веселятся и играют до захода солнца. |                                                                                               |                      |
| 5 | Приключения Какао «Какао но бо:кэн» (カカオの冒険)                                            | 6 февраля 2020 года  |
| После очередного тяжёлого рабочего дня Чокола и Ванилла возвращаются к себе в комнату, где их уже ждёт Какао. В благодарность сёстры гладят её, и вспомнив, как они сами с нетерпением ждали возвращения хозяина, решают встретить Касё таким же образом. Но хозяин приходит домой мрачным и задумчивым, и ему не до ласки. Чокола с Ваниллой решают, что у их кондитерской проблемы с финансированием, и ищут способ, как всё исправить. Сперва они раздают визитки на улице; это замечают Мейпл и Синнамон, и предлагают им свой вариант — фотосессию с посетителями. Желая внести свою лепту, Какао тайком уходит из пекарни, забрав с собой оставшиеся визитки, и раскладывает их по почтовым ящикам, но в итоге теряется среди кварталов. Пытаясь найти дорогу домой, Какао встречает девочку по имени Тиё; та угощает её тайяки и вызывается помочь, но в одном из переулков на них нападает стая ворон, и девочкам еле удаётся убежать. Какао и Тиё возвращаются к тому месту, где они встретились, и во время беседы из шапки Какао случайно выпадает последняя визитка, на которой была карта местоположения «La Soleil». Тем временем Касё спрашивает Чоколу и Ваниллу, зачем они устроили такой балаган, и, узнав причину, рассказал им, что всего-навсего придумывал новый рецепт. Какао успевает вернуться в кондитерскую до того момента, как остальные обеспокоились её пропажей. |                                                                                               |                      |
| 6 | Кошачья битва «Дзинги няки татакай!» (仁義ニャき戦い！)                                       | 13 февраля 2020 года |
| Адзуки и Коконат постоянно ссорятся, причём как дома, так и на работе. Чтобы прекратить это безобразие, Сигурэ устраивает для своих нэко спортивные соревнования и делит их на две команды: за Коконат играют Чокола и Мейпл, а за Адзуки — Ванилла и Синнамон. Первое состязание — твистер — заканчивается вничью. Следующие два матча проходят почти так же: Чокола и Ванилла идут на равных в состязании по терпению, в то время как Синнамон и Мейпл проигрывают раунд-«угадайку», даже не начав его. Четвёртый этап — «Пронеси шарик в ложке» — проходит успешно, но когда очередь доходит до Адзуки и Коконат, те вновь начинают спорить между собой и тем самым выбывают из игры. В женском сумо Чокола и Ванилла побеждают соперниц (Синнамон и Коконат), пользуясь их слабыми сторонами. Последний матч для двух враждующих нэко проходит на полосе препятствий, и в конце, когда нужно было взобраться по столбу-скалодрому, Коконат решает схитрить и обойти Адзуки по боковым башням. Не удержавшись, беспечная нэко падает, но в последний момент Адзуки успевает схватить её за руку. Коконат благодарит сестру за спасение и вдруг вспоминает, как та о ней заботилась, когда она была маленькой. В итоге две девушки-кошки мирятся друг с другом и объявляют соревнование закрытым.                                                                                              |                                                                                               |                      |
| 7 | Одни дома «Нэкотати но орусюбан» (ネコたちのお留守番)                                         | 20 февраля 2020 года |
| В городе объявлено штормовое предупреждение, и поезд Касё, возвращавшегося домой с клубничной фермы, задерживают, а Сигурэ, которая в это время была в клубе любителей нэко, вынуждена остановиться в отеле. Поэтому всем нэко Минадзуки приходится ночевать в резиденции одним. Из-за сильной бури начинаются перебои со светом, и, чтобы успокоить себя, кошки начинают рассказывать друг другу сказки. При этом, Ванилла постоянно запугивает сестёр страшилками про некую женщину. Когда электричество окончательно выходит из строя, за дверью внезапно раздаются шаги, и на пороге появляется… та самая страшная женщина! Впрочем, это была всего лишь Сигурэ, которая соскучилась по своим любимым кошечкам. |                                                                                               |                      |
| 8 | Меланхолия Сигурэ «Сигурэ но ю:цу» (時雨の憂鬱)                                               | 27 февраля 2020 года |
| Однажды утром Сигурэ проснулась не такой, как обычно — она стала хмурой, замкнутой и рассеянной. Нэко, почуяв неладное, пытаются развеселить хозяйку всеми возможными способами — от приготовления любимых блюд до работы в кондитерской, дабы свести её с братом (по которому, как им казалось, она очень скучала). Но ни то, ни другое не помогает. Кошки просят самого Касё поговорить с сестрой, и та отвечает ему, что не может объяснить причину своей печали, но не винит его в этом. После работы девушка уходит в неизвестном направлении, и сёстры-нэко решают проследить за ней. Дорога приводит их к океану, на отвесную скалу. Испугавшись, что хозяйка собралась покончить с собой, кошки окликают её и кричат, что очень её любят. Дома Сигурэ, придя в себя, наконец признаётся, что ей стало грустно, потому что ночью из-за жары все спали по отдельности, и с непривычки она почувствовала себя одинокой. |                                                                                               |                      |
| 9 | Настоящие чувства «Хонто но кокоро» (ホントノココロ)                                          | 5 марта 2020 года    |
| Наступает выходной день, и семья Минадзуки отправляется на отдых в парк развлечений. Покатавшись на аттракционах, они направляются к главной сцене, где, как оказалось, идёт спектакль по мотивам любимого аниме-сериала Синнамон и Мейпл — «Кошки-ведьмочки». Синнамон добровольно вызывается принять участие в спектакле, и в сцене, где нужно исполнить песню, чтобы спасти героев от рук злодеев, она уговаривает Мейпл присоединиться к ней. Та неохотно соглашается, и публика остаётся в восторге от её пения. В итоге Мейпл решает исполнить детскую мечту — стать певицей, но для начала ей нужен инструмент, и чтобы накопить денег, она устраивается на подработку в музыкальный магазин. Когда об этом узнаёт Синнамон и рассказывает всё хозяевам, Касё предлагает Мейпл поучаствовать в конкурсе вокалистов, главный приз которого — белая гитара. Нэко начинает усиленно готовиться, но перед самым выступлением впадает в панику. Однако, Синнамон подбадривает сестру, напомнив, что когда-то сама Мейпл помогла малышке Синнамон привыкнуть к новому дому, и с тех пор они пообещали друг другу помогать во всём. В результате Мейпл побеждает в конкурсе и благодарит семью за поддержку. |                                                                                               |                      |
| 10 | О нет! Надо обновлять колокольчик! «Няга:н! судзу но ко:син сикэн» (ニャがーん！鈴の更新試験) | 12 марта 2020 года   |
| Для Чоколы и Ваниллы настало трудное время: им нужно продлить лицензию на право носить колокольчики, а значит, вновь сдать экзамен на самостоятельность. Они просят остальных нэко помочь им подготовиться. Те сначала заставляют их выполнять уборку по дому, но затем всё же обучают правилам поведения, хотя у каждой из нэко свой подход к тренировке. Тем не менее, Чокола и Ванилла успешно сдают экзамен, и весь остаток дня проводят вместе с Сигурэ. Та предлагает им самим выбрать, куда они хотели бы сходить, и девочки решают отправиться на храмовый фестиваль, а затем — обойти различные рестораны и кафе, дабы набраться опыта и сделать их кондитерскую ещё лучше. |                                                                                               |                      |
| 11 | Благодарность Какао «Какао но онгаэси» (カカオの恩返し)                                       | 19 марта 2020 года   |
| Какао настолько подружилась с Тиё, что та пригласила её в гости с ночёвкой. Чокола и Ванилла безумно переживают за малышку, но всё же решают отпустить её. Однако по возвращении Какао сильно меняется, и как оказалось, неспроста. |                                                                                               |                      |
| 12 | Лето! Море! Кошачий рай! «Нацу да! Уми да! Нэкопарадайсу!» (夏だ！海だ！ネコぱらだいす！)     | 26 марта 2020 года   |
| После очередного осмотра у Сигурэ нэко вновь решают отправиться на море, но перед этим им нужно зайти в торговый центр и присмотреть купальник для Какао. На пляже все хорошо проводят время и не замечают пропажу Какао, которую начало уносить в море на надувной игрушке. Котёнка спасает девушка, которая оказывается совладелицей местного пляжного кафе «Апельсин». В благодарность за спасение Какао Минадзуки решают помочь привлечь гостей в кафе. По окончании рабочего дня Сигурэ при помощи своих связей нанимает бесхозную нэко на работу в «Апельсин» в качестве официантки и талисмана. |                                                                                               |                      |